# Antica Porta San Donato
L'Antica Porta San Donato è una porta delle antiche mura di Lucca che guarda verso ovest.

## Storia e descrizione
Posta sul lato sinistro dell’attuale piazzale Verdi, la porta è stata costruita nel 1590 su progetto di Vincenzo Civitali, che prevedeva anche la realizzazione di un baluardo a musone, poiché quel lato della città, difeso ancora dalla cortina medievale, era ritenuto debole.
Sulla monumentale facciata esterna sono tuttora presenti due leoni di marmo che originariamente erano posti sulla porta medievale. Sul fossato esterno, ancora parzialmente visibile, era posizionato il ponte levatoio, ora scomparso.
La soluzione difensiva, alla quale avevano lavorato prima il Civitali e poi Ginese Bresciani, ebbe vita breve e durò solo circa 50 anni, allorché fu ampliato il sistema difensivo e la porta venne sostituita dalla nuova porta San Donato, costruita tra il 1629 e il 1639, che la inglobò nella nuova cerchia muraria.
All’interno o nei pressi della vecchia porta San Donato ebbe luogo, il 29 luglio 1845, l’ultima esecuzione capitale in Italia eseguita per il taglio della testa con l’uso della ghigliottina.
La porta è uno dei monumenti lucchesi più frequentati dai turisti, essendo oggi sede dell'ufficio informazioni turistiche della città.

## Galleria d'immagini

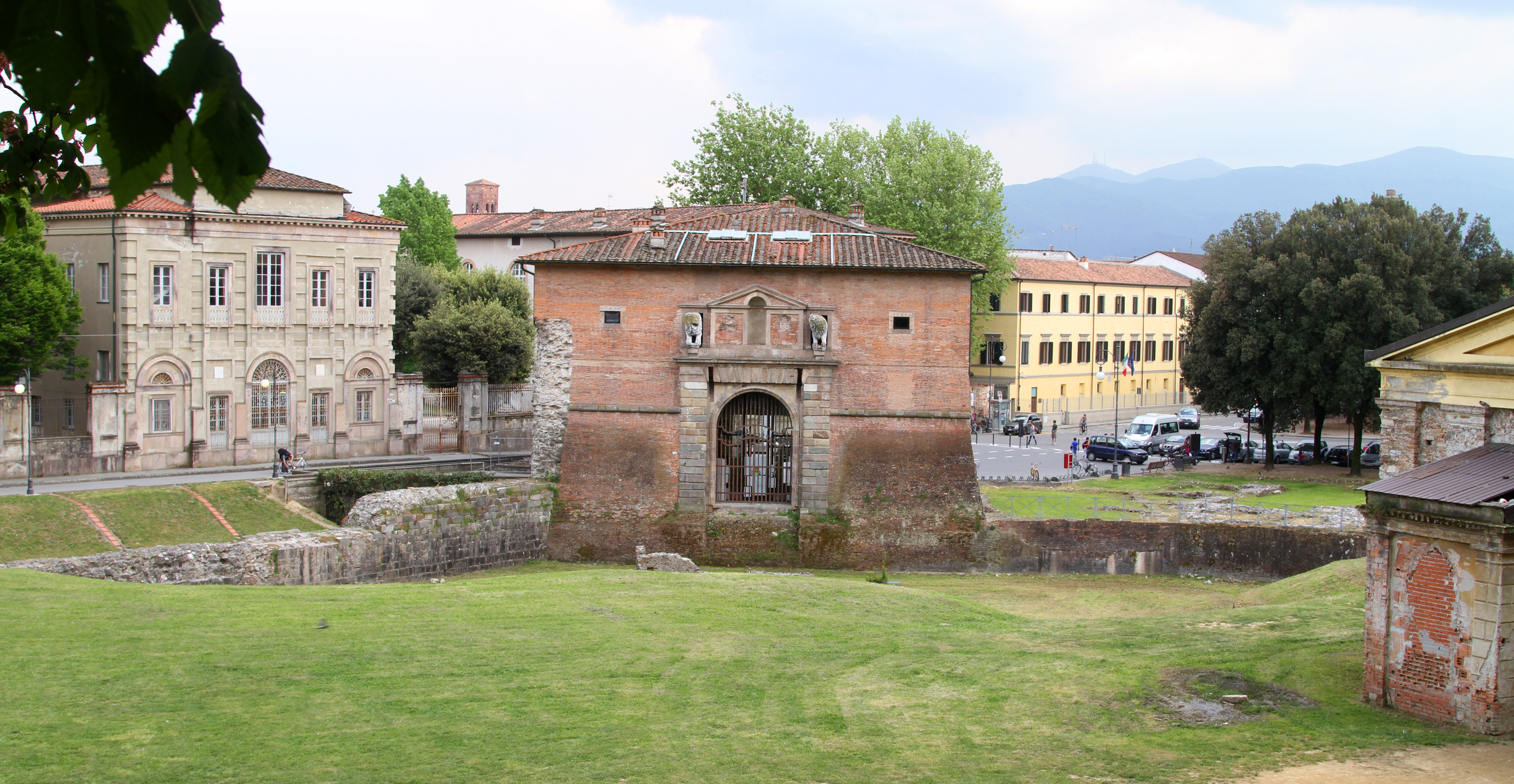
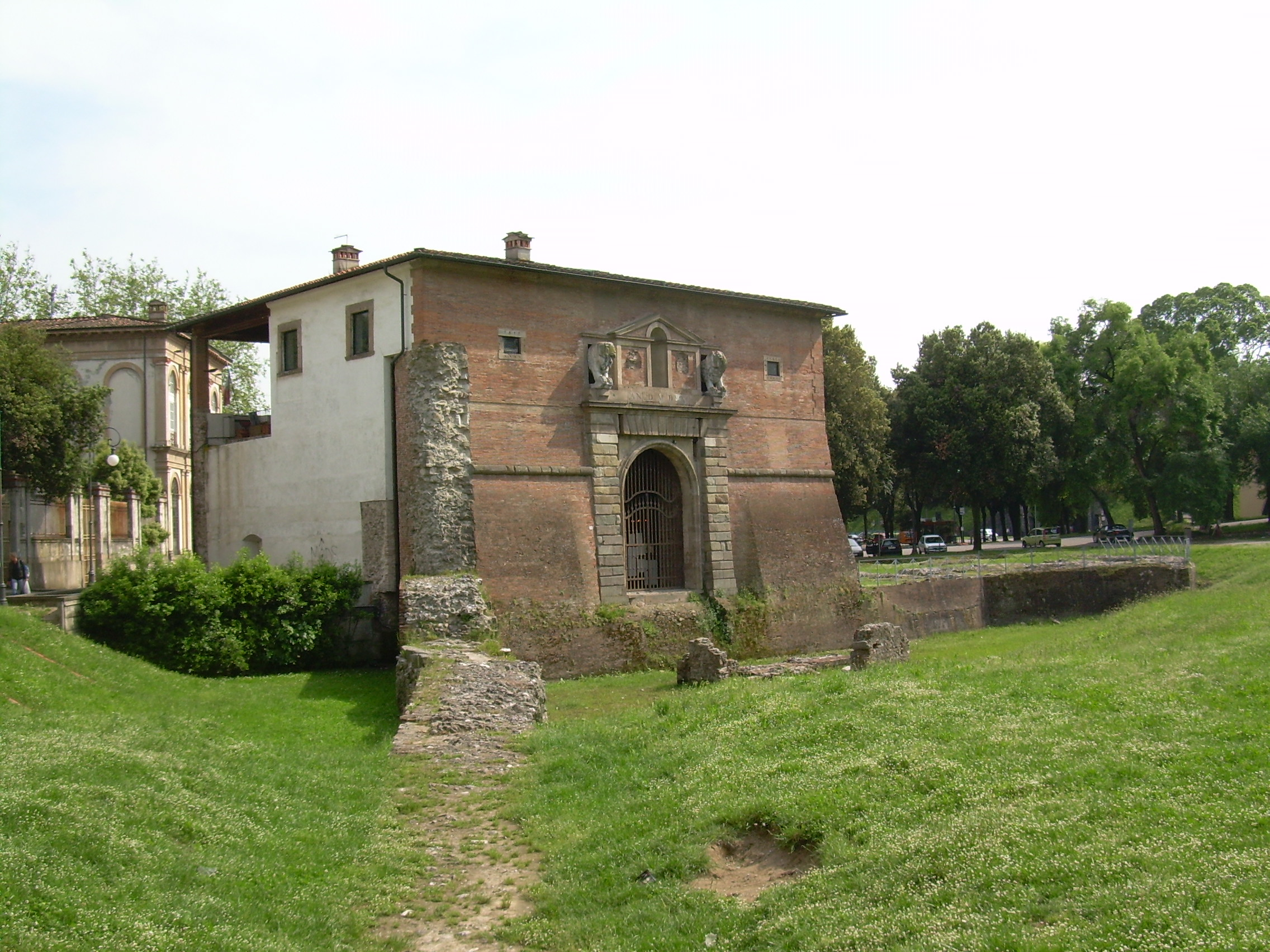
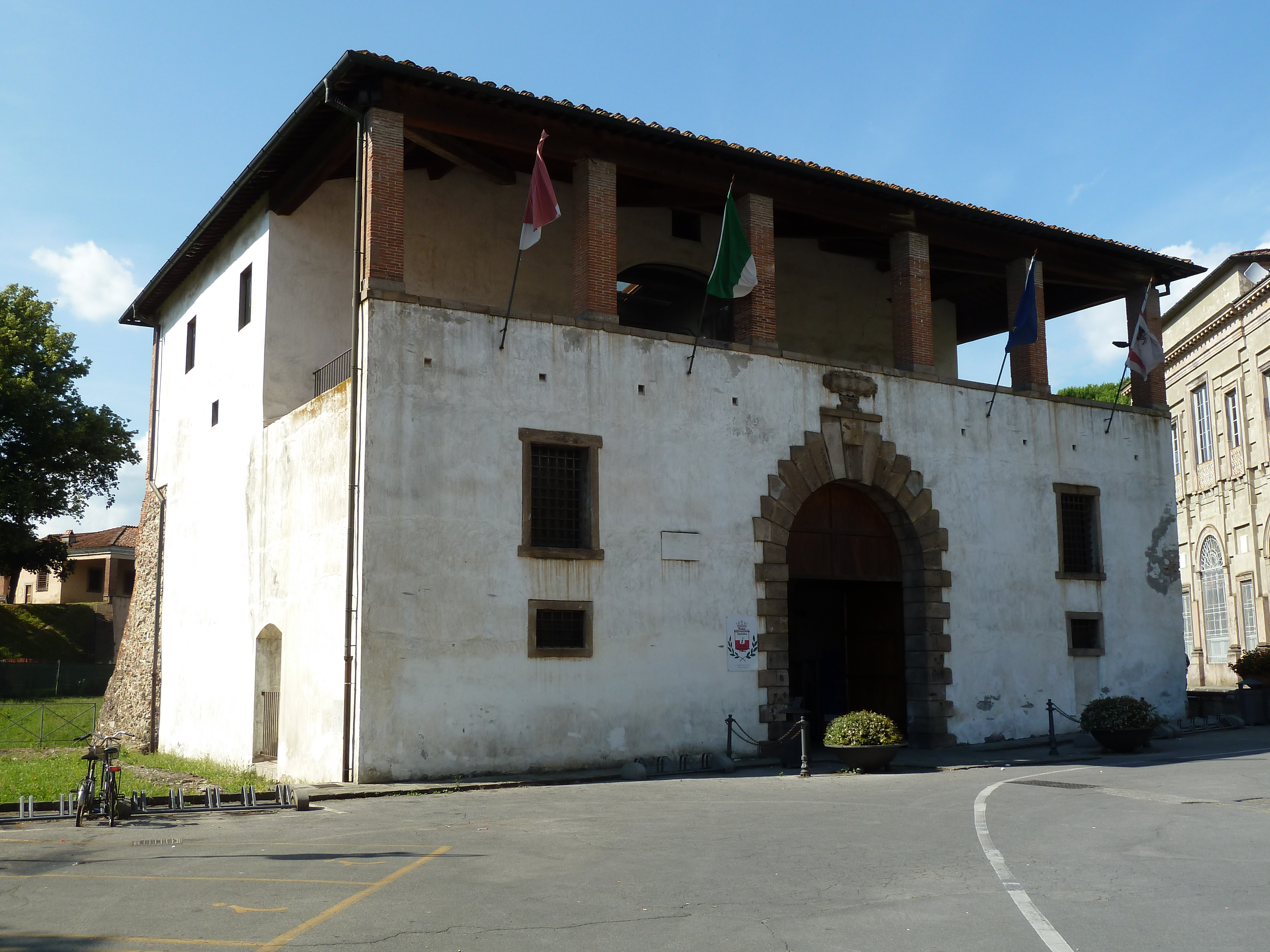
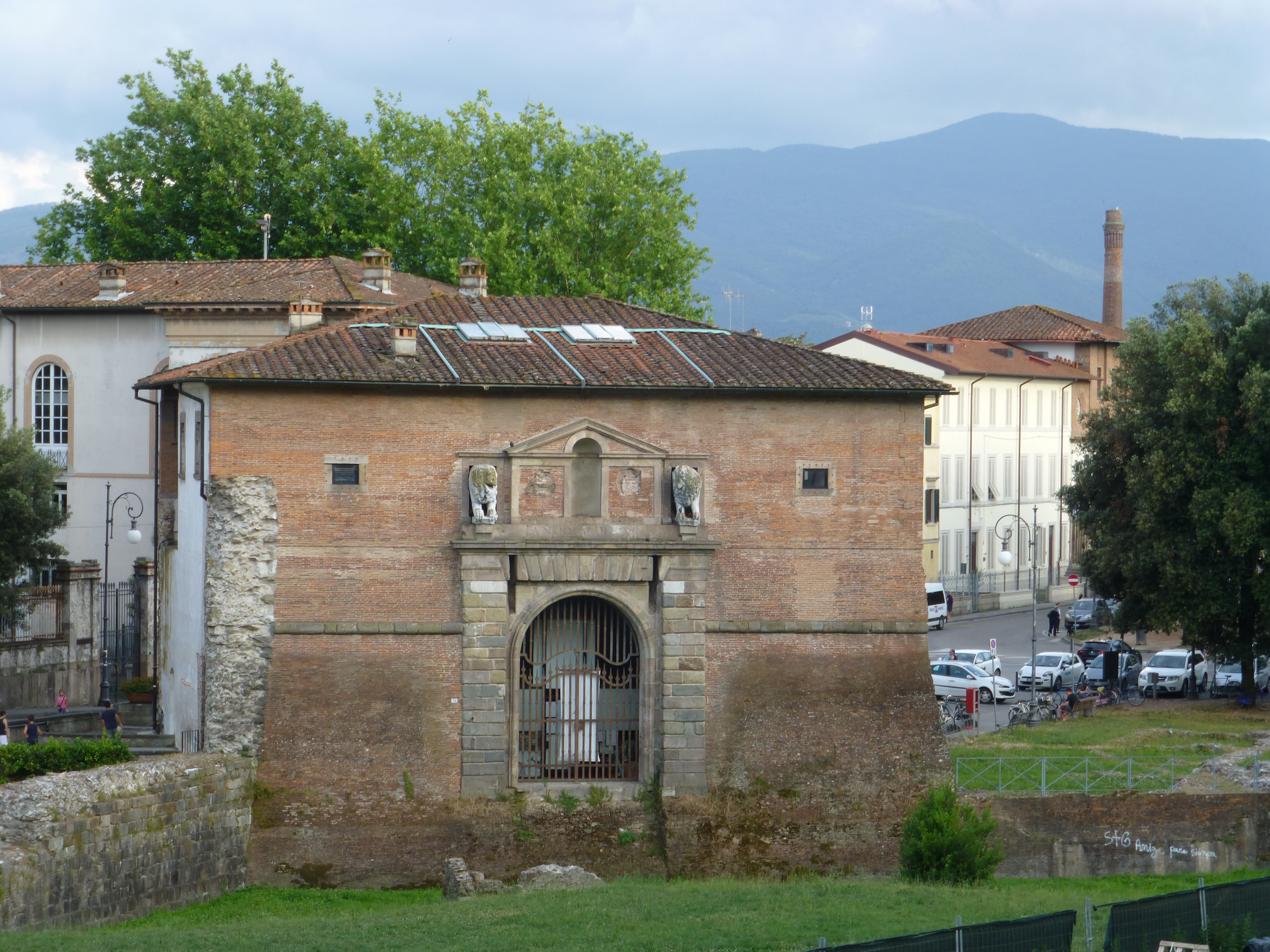
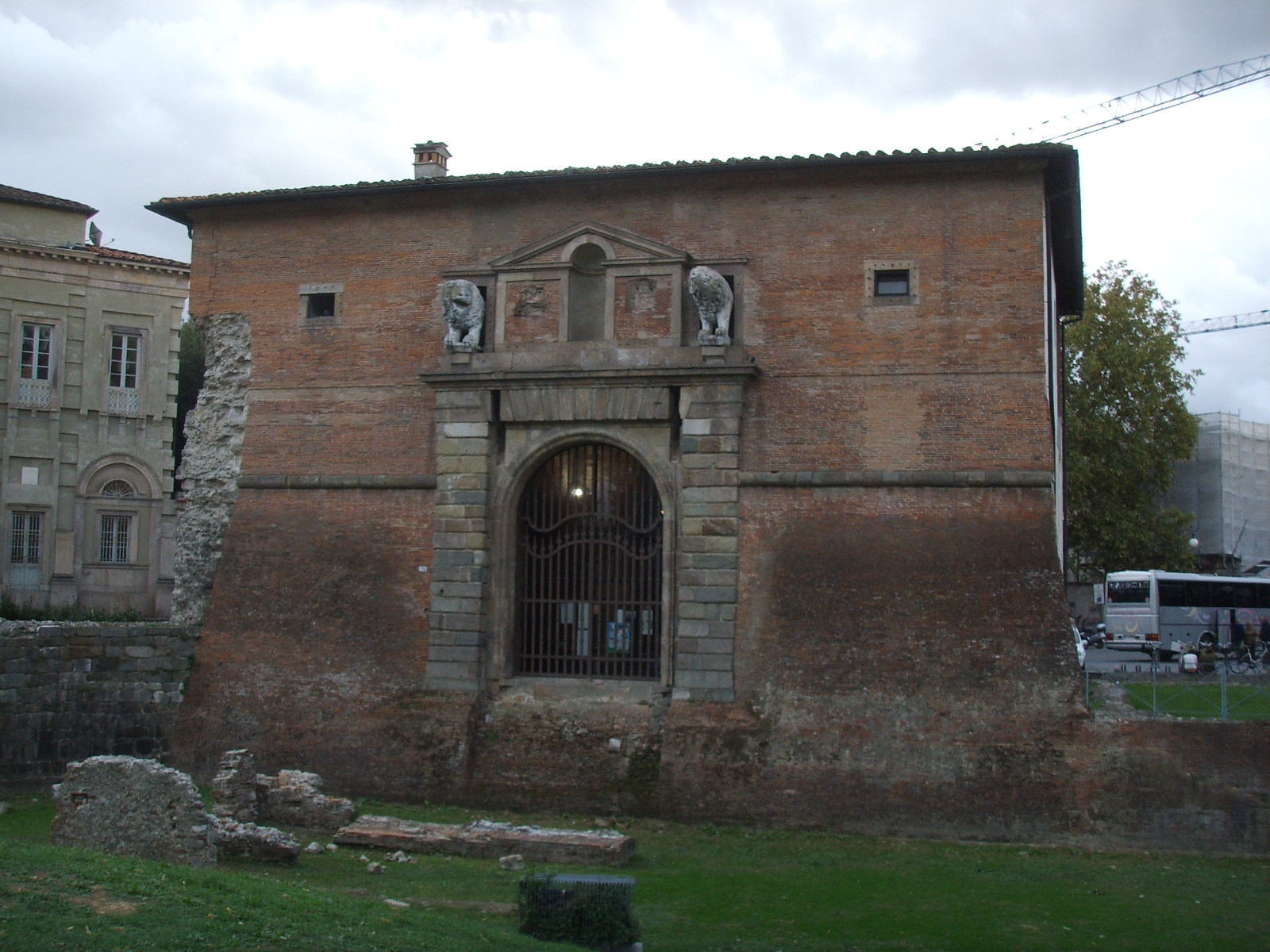